# Grzegorz Schetyna
Grzegorz Juliusz Schetyna (phát âm tiếng Ba Lan: [ˈɡʐɛɡɔʂ sxɛˈtɨna] ⓘ) sinh 18 tháng 2 năm 1963) là chính trị gia người Ba Lan lãnh đạo Cương lĩnh Dân sự và Lãnh đạo Phe đối lập từ tháng 1 năm 2016. Ông giữ chức Bộ trưởng Ngoại giao Ba Lan từ năm 2014 đến năm 2015, Chủ tịch Hạ viện từ năm 2010 đến năm 2011, Quyền Tổng thống Ba Lan năm 2010, Phó Thủ tướng Ba Lan từ năm 2007 đến năm 2009 và Bộ trưởng Nội vụ và Hành chính từ năm 2007 đến năm 2009. Ông là Hạ Nghị sĩ đại diện cho Poznań từ năm 2005.